# Greda (Ljubuški)
Pour les articles homonymes, voir Greda.
Greda (en cyrillique : Греда) est un village de Bosnie-Herzégovine. Il est situé dans la municipalité de Ljubuški, dans le canton de l'Herzégovine de l'Ouest et dans la fédération de Bosnie-et-Herzégovine. Selon les premiers résultats du recensement bosnien de 2013, il compte 118 habitants.

## Démographie

### Évolution historique de la population
| 1948 | 1953 | 1961 | 1971 | 1981 | 1991 | 2013 |
| ---- | ---- | ---- | ---- | ---- | ---- | ---- |
| 191  | 195  | 163  | 192  | 148  | 113  | 118  |

|  |

### Répartition de la population par nationalités (1991)
En 1991, les 113 habitants du village étaient tous croates.